# Genadekapel (Altötting)
De Genadekapel (Duits: Gnadenkapelle) in Altötting, die men ook wel Heilige Kapel noemt, is een belangrijke bestemming voor bedevaarten in Beieren. Sinds meer dan 1250 jaar is Altötting een religieus centrum van Beieren en sinds meer dan 500 jaar het belangrijkste Mariale bedevaartsoord van Duitsland. Elk jaar komen meer dan een miljoen pelgrims naar de plaats, met als doel de Zwarte Madonna in de Genadekapel.

## De oorsprong
De oorsprong van de wereldwijde bekendheid van Altötting als bedevaartsoord ligt in een gebeurtenis in de 15e eeuw. In het jaar 1489 viel een driejarige jongetje in een door Altötting stromende beek. Het jongetje werd door het water meegesleurd en na een half uur levenloos teruggevonden. De radeloze moeder nam het kind en snelde naar de Mariakapel, legde de jongen op het altaar en bad vurig met andere gelovigen voor de redding van het kind. De gebeden werd verhoord en het leven keerde terug in het lichaam van het jongetje. Een tweede wonder gebeurde al kort nadien toen een zesjarig jongetje van een paard viel en onder de wagen terechtkwam. Nadat zijn moeder de Heilige Maagd had gesmeekt haar zoon te redden bleek het ernstig gewonde jongetje de volgende dag weer kerngezond. De gebeurtenissen brachten een stroom hulpzoekenden op gang naar de kapel, die grote hoeveelheden geld, kleding, pelzen, zuivelproducten en dieren schonken. De kapel had bovendien in de jaren 899-955 zelfs de invallen van de Hongaren onbeschadigd weten te doorstaan, dus het was voor de gelovigen wel duidelijk dat het Gods wens was dat de Maagd hier vereerd moest worden.

## Genadebeeld
Het miraculeuze genadebeeld werd in het jaar 1330 uit lindenhout gesneden. Het vroeggotische beeld betreft een staande Moeder Gods met Kind. In de volksmond werd het de Zwarte Maria van Ötting genoemd, maar tegenwoordig is de naam Zwarte Madonna ìn zwang geraakt. Gedurende de eeuwen is het beeld door de walm van kaarsen zwart geworden. Op 11 september 2006 bezocht paus Benedictus XVI Aktötting en schonk zijn ring die hij tijdens zijn ambt als kardinaal had gedragen. De ring bevindt zich tegenwoordig aan de scepter van het beeld.

## De bedevaart
De verbreiding van het gebruik naar de Genadekapel te pelgrimeren om hulp bij de Zwarte Madonna van Altötting af te smeken leidde tot talrijke votieftafels. De votieftafels bevinden zich zowel aan de buiten- als binnenmuren van de kapel en werden uit dankbaarheid voor de aan Maria toegeschreven wonderen aangebracht. In de omgang zijn meer dan 2000 ex voto's te bezichtigen.
Pelgrims lopen, dikwijls knielend, om de kapel heen. Soms dragen zij houten kruisen mee. Op 15 augustus 2008, het feest van Maria-Tenhemelopneming werd het heiligdom de Gouden Roos verleend, een hoge pauselijke onderscheiding.

## De kapel
De datering van de achthoekige Genadekapel wordt tussen de 8e en 10e eeuw geschat, maar is omstreden. Aan de agilolfingische centraalbouw werd in 1494 een schip en een toren toegevoegd. De open omgang rond de kapel volgde in het jaar 1517. In 1686 werd een sacristie aangebouwd.

## Interieur
In de eerste helft van de 17e eeuw werd het interieur onder handen genomen en geheel heringericht. Het Genade-altaar in een van de nissen van het octagon en de volledige bedekking van het Genade-altaar met zilveren decoraties stammen uit het jaar 1670. De dagkant van de nis wordt versierd met een zilveren boom van Jesse, de aardse stamboom van Jezus. Het wonderdoende beeld van de Moeder Gods staat centraal opgesteld in het altaar. Een belangrijk werk is de rechts van het altaar knielende zilveren prins. Het werd gemaakt door de Nederlandse meester Wilhelm de Goff en betreft een geschenk van de keurvorst Karel Albrecht. Het zilveren beeld stelt zijn op miraculeuze wijze genezen zoon Maximiliaan in rococo-harnas voor. Links van het altaar bevindt zich het zilveren beeld van de in 1934 heilig verklaarde Koenraad van Parzham, dat door de uit München afkomstige Georg Busch werd gemaakt. Recent werd boven de zilveren prins de Gouden Roos aangebracht, die in 2008 aan Altötting werd geschonken.

## Bijzettingen
In de loop der tijd vonden er in de kapel in totaal drie begrafenissen plaats (1633, 1634 en 1666). Over een periode van meer dan 300 jaar werden er eveneens van 28 personen het hart bijgezet. De harten zijn overwegend van leden van het Huis Wittelsbach: 1 keizer, 6 koningen, 3 Beierse keurvorsten, 11 vorstelijke vrouwen, 5 bisschoppen en 2 andere vorstelijke personen. Er zijn 13 urnen met een hart ingemetseld of onder de vloer begraven, in muurnissen bevinden zich nog eens 14 zilveren urnen die totaal 15 harten bevatten. Deze urnen zijn uitsluitend van zilver, deels verguld en met edelstenen versierd.
Zichtbaar in de nissen zijn de harten van:
- 1. Keizer Karel VII Albrecht (1697–1745), in een dubbele urn met het hart van zijn gemalin Maria Amalia (1701–1756)
- 2. Keurvorst Maximiliaan III (1727–1777)
- 3. Keurvorst Karel Theodoor (1724–1799)
- 4. Koning Maximiliaan I (1756–1825)
- 5. Koning Maximiliaan II (1811–1864)
- 6. Koning Lodewijk I (1786–1868)
- 7. Koning Lodewijk II (1845–1886)
- 8. Koningin Marie (1825–1889), gemalin van koning Maximiliaan II
- 9. Koning Otto (1848–1916)
- 10. Koningin Theresia Henriëtte (1849–1919), gemalin van koning Lodewijk III
- 11. Koning Lodewijk III (1845–1921)
- 12. Antonia van Luxemburg (1899–1954), gemalin van kroonprins Rupprechts
- 13. Kroonprins Rupprecht (1869–1955)
- 14. Marie Anne Henriëtte Leopoldine de La Tour d'Auvergne (1708–1728), moeder van keurvorst Karel Theodoor
- 15. Maria Francisca van Palts-Sulzbach (1724–1794), moeder van koning Maximiliaan I

Van de volgende personen werden de urnen ingemetseld dan wel onder de vloer begraven:
- 1. Johan t'Serclaes van Tilly ( 1559–1632), aanvoerder van de Katholieke Liga
- 2. Keurvostin Elizabeth Renata (1574–1635), gemalin van Maximiliaan I
- 3. Keurvorst Maximiliaan I (1573–1651)
- 4. Frans Willem van Wartenberg (1593–1661), kardinaal, prins-bisschop van Rengenburg
- 5. Albert Sigismund van Beieren (1623–1685), prins-bisschop van Freising en Regensburg
- 6. Maria Violante Gravin van Sternberg († 1700)
- 7. Jozef Clemens van Beieren (1671-1723) (1671–1723), aartsbisschop en keurvorst van Keulen
- 8. Clemens August I van Beieren (1700–1761), aartsbisschop en keurvorst van Keulen
- 9. Johan Theodoor van Beieren (1703–1763), kardinaal, prins-bisschop van Luik
- 10. Clemens Frans de Paula van Beieren (1722–1770)
- 11. Maria Anna van Beieren (1734–1776), markgravin van Baden
- 12. Maria Anna van Palts-Sulzbach (1722–1790), gemalin van Clemens Frans van Beieren
- 13. Keurvorstin Maria Anna (1728–1797), gemalin van keurvorst Maximiliaan III

## Huis Paus Benedictus XVI (Schatkamer)
De nieuwe schatkamer, Haus Papst Benedikt XVI. genoemd, geeft informatie over de geschiedenis van de bedevaart naar Altötting en toont een groot aantal objecten die hiermee verband houden. Het meest waardevolle object in de schatkamer is het Goldenes Rössl (het gouden ros). Het betreft een Maria-altaar van goud en email. In een met parels en edelstenen versierde nis troont de Moeder Gods met het Christuskind. Daarboven zweven engelen met een kroon. Aan de voeten van Maria knielen (als kinderen voorgesteld) Johannes de Doper, Johannes de Evangelist en de heilige Catharina. Daarvoor knielen koning Karel VI van Frankrijk en diens maarschalk. De hele voorstelling wordt gedragen door zuiltjes en een gewelf, waaronder zich een dienstknecht bevindt die het gezadelde paard van de koning bij de teugels houdt. Dit paard heeft het hele kunstwerk zijn naam gegeven. Een andere topattractie in de schatkamer is het Füllkreuz, dat ooit eigendom was van een in München woonachtige patriciërsfamilie die de naam Füll droeg. Het kostbare uit ivoor gesneden Christusbeeld werd vermoedelijk rond 1580 in Nederland gemaakt. Het kruis en de sokkel (uit 1622) zijn belegd met vergulde ornamenten, edelstenen, parels en op lapis lazuli geschilderde miniaturen die de lijdensgeschiedenis van Christus, de opstanding, de Emmaüsgangers, de vier evangelisten en een portret van Christus voorstellen.